# Beppo Gräsman

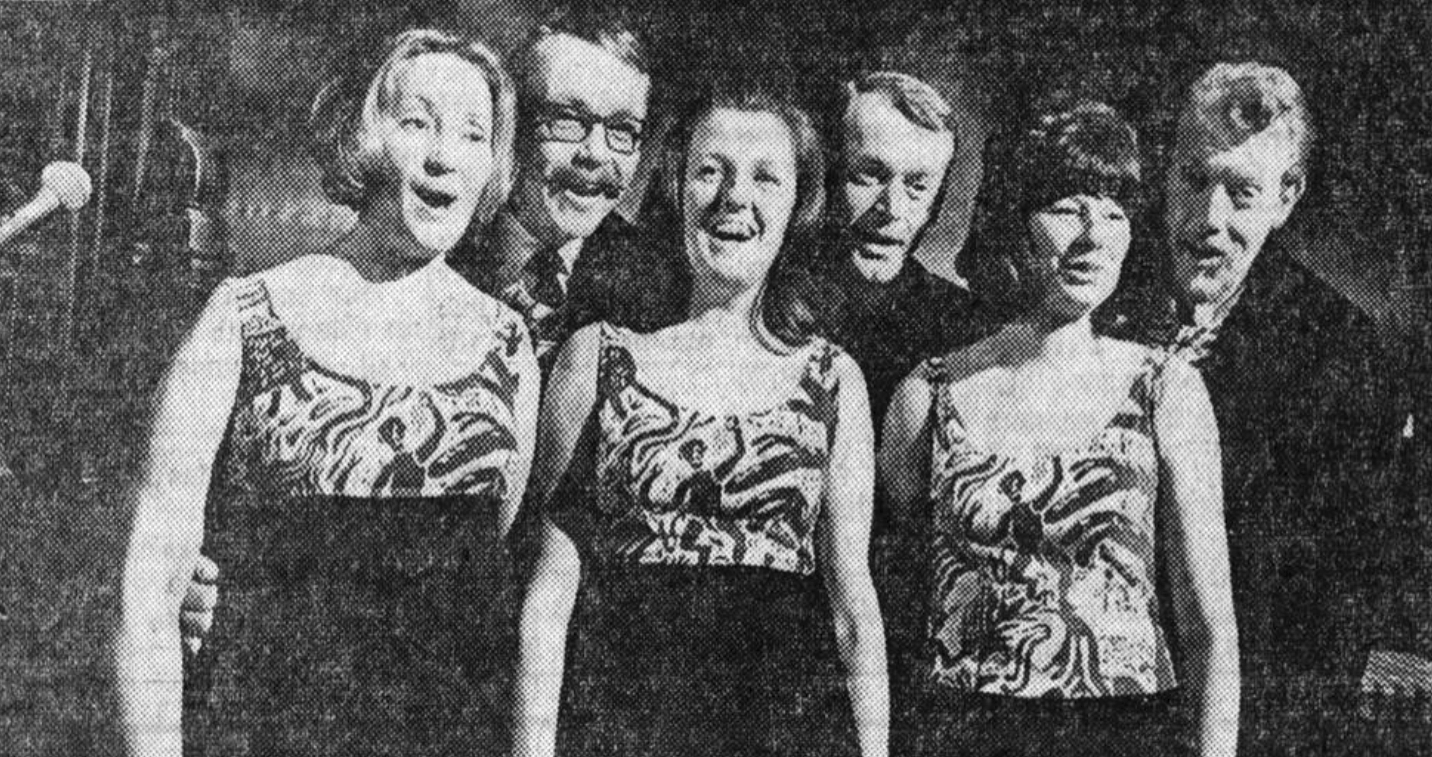
Beppo Gräsman (trea från höger) som del av Gals and Pals.

Bengt Olof Bertilsson Gräsman, känd som Beppo Gräsman, född 18 juli 1931 i Göteborgs Karl Johans församling, död 7 december 1969 i S:t Matteus församling i Stockholm, var en svensk trumpetare, sångare och skivproducent. Gräsman blev medlem i gruppen Gals and Pals 1965 då han ersatte Gillis Broman.
Beppo Gräsman drabbades av svår depression och tog sitt liv 1969. Kort därefter valde Ulla Hallin från Gals and Pals, som han inlett en relation med, samma väg. Beppo Gräsman avled ogift och är begravd på Göteborgs västra kyrkogård.

## Teater

### Roller
- 1969 – Carl Maria Stein von... i Spader, Madame! eller Lugubert sa Schubert av Hans Alfredson och Tage Danielsson (även regi), Oscarsteatern[4]